# Mugecuo
Mugecuo (kinesiska: 木格措) är en sjö i Kina. Den ligger i provinsen Sichuan, i den sydvästra delen av landet, omkring 220 kilometer väster om provinshuvudstaden Chengdu. Mugecuo ligger 3 777 meter över havet. Arean är 1,5 kvadratkilometer. I omgivningarna runt Mugecuo växer i huvudsak blandskog. Den sträcker sig 1,5 kilometer i nord-sydlig riktning, och 2,3 kilometer i öst-västlig riktning.
Genomsnittlig årsnederbörd är 1 119 millimeter. Den regnigaste månaden är juni, med i genomsnitt 236 mm nederbörd, och den torraste är december, med 5 mm nederbörd.